# Zombie Panic! Source
Zombie Panic! Source – modyfikacja gry komputerowej Half-Life 2 przeznaczona do rozgrywki wieloosobowej, stylizowana na gry i filmy o zombie. Sequel modyfikacji do Half-Life'a, Zombie Panic!. Posiada dwa tryby rozgrywki – Survival i Objective. W tym pierwszym gracze dzielą się na zombie i ocalałych, a celem obu grup jest zabicie wszystkich członków drużyny przeciwnej. Kiedy gracz z pierwszej drużyny zostanie zabity przez gracza z drugiej drużyny, to respawnuje się w drugiej drużynie, lub na odwrót. Podobny model rozgrywki zastosowano w trybie rozgrywki do Team Fortress 2 wgranym na serwery przez fanów – Zombie Fortress.

## Historia
Prace nad modem zostały rozpoczęte w 2005 roku, zaś pierwszą publiczną betę wydano 28 grudnia 2007.
W 2006 roku modyfikacja została uznana za jedną ze 100 najbardziej oczekiwanych modyfikacji roku przez Mod DB. W 2007 mod wygrał ten ranking. 9 lutego 2008 o Zombie Panic! Source dyskutowano w pierwszym podcaście tegoż serwisu. O modzie wspomniano też wydaniu PC Gamer UK na Marzec 2008. 8 sierpnia 2008 stał się jednym z pierwszych pięciu modów do ściągnięcia z sieci Steam przez zakładkę Sklep.